# Егуес
Егуес, Егуесібар (ісп. Egüés (офіційна назва), баск. Eguesibar) — муніципалітет в Іспанії, у складі автономної спільноти Наварра. Населення — 10 787 осіб (2009).
Муніципалітет розташований на відстані близько 320 км на північний схід від Мадрида, 6 км на схід від Памплони.
На території муніципалітету розташовані такі населені пункти: (дані про населення за 2009 рік)
- Альсуса: 313 осіб
- Арданас: 83 особи
- Аспа: 29 осіб
- Бадостайн: 386 осіб
- Ечалас: 4 особи
- Егуес: 337 осіб
- Егульбаті: 0 осіб
- Елькано: 197 осіб
- Елія: 25 осіб
- Ерансус: 14 осіб
- Горрайс: 3432 особи
- Ібіріку: 70 осіб
- Олас: 760 осіб
- Сагасета: 36 осіб
- Саррігурен: 5088 осіб
- Устаррос: 13 осіб

## Демографія
Динаміка населення (INE ):

## Галерея зображень

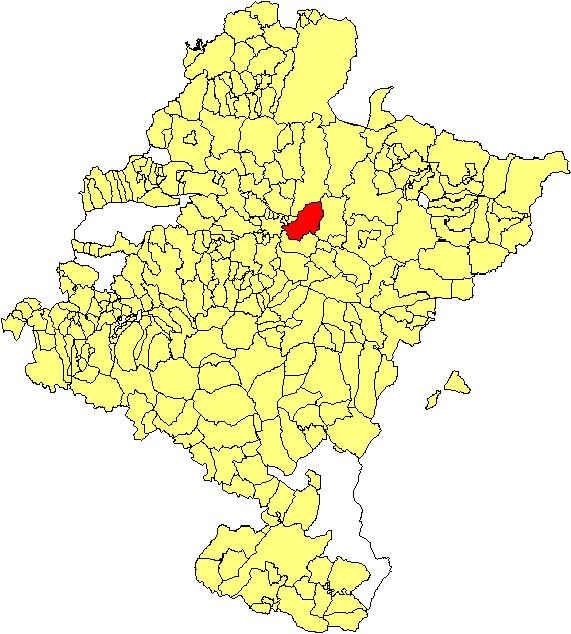
Розташування муніципалітету
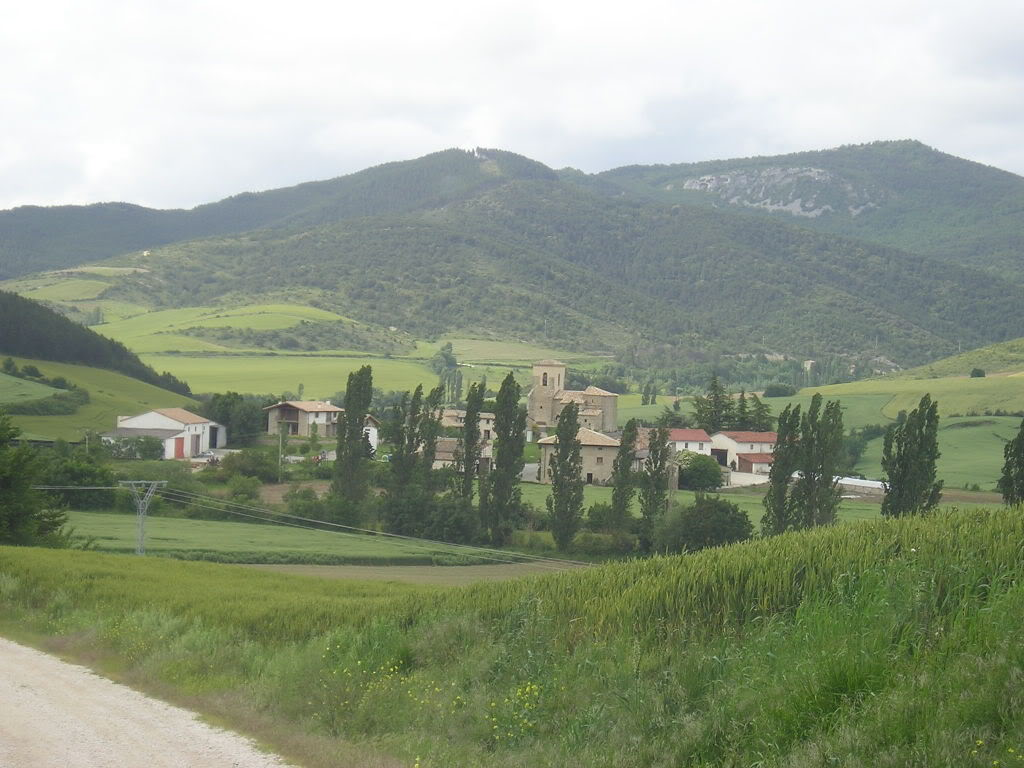
Устаррос
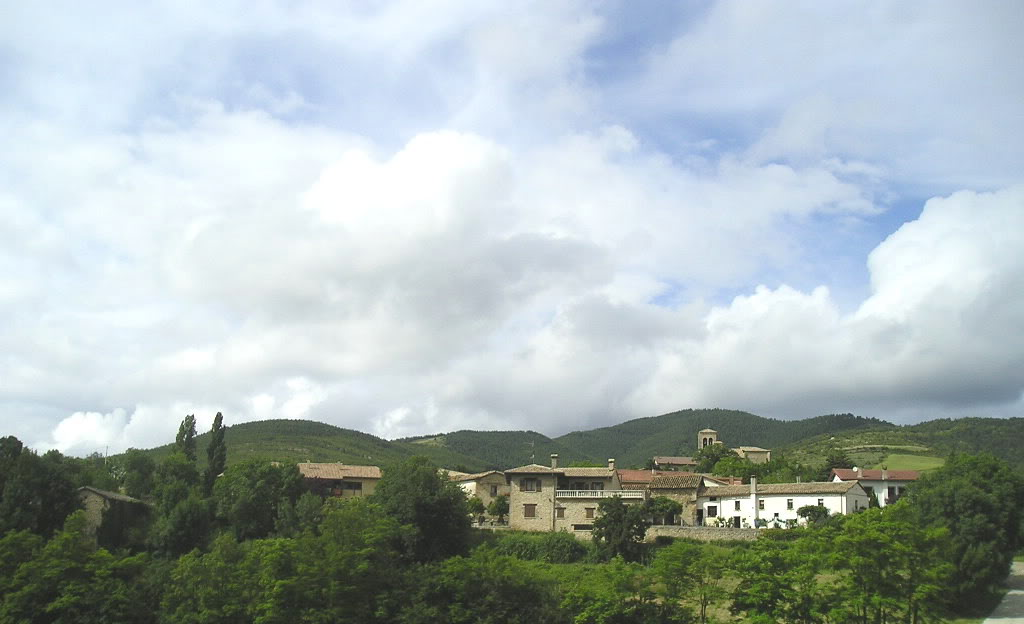
Ібіріку